# جوي لوغانو
جوي لوغانو (مواليد 24 مايو 1990) هو سائق سباق سيارات أمريكي يشارك في سباقات ناسكار منذ عام 2008.

## وصلات خارجية
- جوي لوغانو على موقع Racing-Reference.info (الإنجليزية)
- جوي لوغانو على موقع DriverDB.com (الإنجليزية)